# Rudolf Cvetko
Rudolf Cvetko (Senožeče, Eslovènia, 17 de novembre de 1880 – Ljubljana, 15 de desembre de 1977) va ser un tirador i soldat eslovè que va competir a començaments del segle XX sota bandera austríaca. Fou el primer eslovè en disputar uns Jocs Olímpics i el primer en guanyar-hi una medalla.
El 1912 va prendre part en els Jocs Olímpics d'Estocolm, on disputà dues proves del programa d'esgrima. Guanyà la medalla de plata en la prova de sabre per equips, mentre en la de floret quedà eliminat en sèries.
Cvetko estudià a Ljubljana i després, entre 1896 i 1900, en una acadèmia militar a Trieste. Fins a 1913 va servir al 16è Regiment Hongarès d'Infanteria. En començar la Primera Guerra Mundial es reincorporà a aquest regiment com a capità. El 1926 deixà definitivament l'exèrcit i passà a promoure l'esport a Eslovènia entre els joves.